# Yannick Lacrouts
Yannick Lacrouts est un ancien joueur de rugby professionnel français né le 9 juin 1973 à Fleurance dans le Gers. Il occupait le poste de pilier droit. (1,80 m pour 125 kg).

## Carrière
- RS Mauvezin
- 1990-1999 : CS Lombez-Samatan
- 1999-2000 : CA Lannemezan
- 2000-2001 : FC Auch
- 2001-2004 : Stade rochelais
- 2004-2005 : Section paloise
- 2005-2006 : Stade bordelais
- 2006-2007 : Union Bordeaux Bègles
- 2007-2008 : Blagnac SCR
- 2008-2009 : Avenir valencien
- 2009-2010 : Entente de la vallée du Girou XV

## Sélections
- 2002 : France A : Irlande et Écosse

## Palmarès
- 1998 : Champion d'Europe Universitaire - Paul Sabathié
- 2001 : Coupe de la ligue avec le FC Auch
- 2002 : Coupe de la Ligue avec le Stade rochelais et vainqueur du Tournoi des VI Nations avec France A
- 2003 : Coupe de la Ligue avec le Stade rochelais